# Pyridazin
Pyridazin eller 1,2-diazabensen är en heterocyklisk och aromatisk ring.

## Egenskaper
Pyridazin är en svag bas; pKa för korresponderande syra är 2,34. Ringen innehåller 6 п-elektroner med en termokemisk stabiliseringsenergi på 32,7 kcal/mol (jämfört med 45,8 kcal/mol för bensen).

## Framställning
Pyridazinringar syntetiseras vanligen genom att omättade 1,4-dikarbonyler får reagera med hydrazin under avspjälkning av två vattenmolekyler.

## Användning
I sig själv har pyridazin inte många användningsområden, men flera derivat används inom syntes och läkemedelskemi.

## Besläktade föreningar
- Pyrazin (1,4-diazabensen, isomer)
- Pyrimidin (1,3-diazabensen, isomer)
- Pyridin (azabensen)
- Bensen (utan några kväven)